# Catherine Finn
Catherine Finn (vers 1749 - 1832) est une imprimeuse irlandaise et propriétaire du Finns Leinster Journal.

## Biographie
Catherine Finn est née Catherine Butler vers 1749. Elle est la fille de l'imprimeur de Kilkenny, Michael Butler (décédé en 1779). Elle épouse l'imprimeur Edmund Finn, fondateur et imprimeur du Finns Leinster Journal. Après la mort de son mari le 5 avril 1777, Finn continue d'imprimer et de publier le Journal. Elle dirige l'imprimerie, tout en élevant sept enfants, jusqu'en 1805,. Elle vend de l'espace publicitaire, organise le contenu éditorial et supervise l'impression et la distribution. Les Finns sont également les représentants locaux pour les médicaments Maredant's Antiscorbutic Drops, du Dr Ryan's Antiscorbutic Drops et du Dr Ryan's Pectoral Essence of Colt's Foot. Ceux-ci sont annoncés dans le Journal. Ils vendent une grande variété de livres, de manuels, de revues annuelles et de périodiques dans leur librairie et papeterie à Kilkenny. En 1783, Finn est répertoriée comme l'agent à Kilkenny de la Hibernian Insurance Company dans le Wilson's Dublin Directory.
Finn meurt en 1832 à l'âge de 83 ans.
En 1796, son fils aîné, Michael, épouse Sarah Williams, la fille d'un libraire de Dublin James Williams (décédé en 1786). Michael tente en vain de diriger l'imprimerie de sa mère, en changeant le ton du journal et demande en vain une subvention gouvernementale.